# Jacob Adam
Jacob Adam (Vienna, 9 ottobre 1748 – Vienna, 16 settembre 1811) è stato un incisore austriaco.
Nel 1786 incise dei piccoli ritratti di personaggi illustri e viventi in Germania.